# Peyrano
Peyrano es una localidad del Departamento Constitución, Santa Fe, Argentina. Se ubica a la vera de la ruta provincial 18, a 60 km del mayor centro metropolitano de la provincia,  Rosario, a 50 km de la ciudad cabecera de departamento Villa Constitución, a 45 km de Pergamino y a 240 km de la ciudad de Santa Fe. Sus localidades vecinas son Santa Teresa (provincia de Santa Fe - 10 km) y El Socorro (provincia de Buenos Aires - 25 km)

## Santa Patrona
- Nuestra Señora de Luján

## Creación de la Comuna
- 14 de mayo de 1895

## Población
Cuenta con 2,517 habitantes (Indec, 2010), lo que representa un descenso del 2% frente a los 2,565 habitantes (Indec, 2001) del censo anterior.
| Gráfica de evolución demográfica de Peyrano entre 1980 y 2010 |
|                                                               |
| Fuente: Censos nacionales del INDEC                           |

## Museo
- Museo Comunal "30 de julio de 1891 ".

## Biblioteca
- Biblioteca Popular "Bartolomé Mitre"

## Entidades Deportivas y culturales
- Club Bernardino Rivadavia
- Sociedad Italiana de Socorros Mutuos
- Bomberos Voluntarios de Peyrano (03460) - 470400/ 400700

## Festividades
- Festival de la Música Peyrano
- Festival Folclórico Provincial "Festival Folclórico de Peyrano" y Muestra Artesanal Nacional.

## Parajes
- Colonia Zacarías
- Centro Tradicionalista "La Posta"
- Monte de Eucaliptus
- Polideportivo "Gral. San Martín"

## Personalidades
- Lisandro Viale, político del Partido Intransigente y diputado provincial, diputado constituyente de la constitución de la provincia de Santa Fe promulgada en 1962. Candidato a Vicepresidente de la Nación por el Partido Intransigente, en la Fórmula Alende Viale, en la vuelta de la democracia en 1983. Dirigente político del campo Nacional y Popular y gran Latinoamericanista. Reconocido como "Ciudadano Ilustre de Rosario" en el año 2005 Post mortem.